# Nasycone kwasy tłuszczowe
Nasycone kwasy tłuszczowe to kwasy tłuszczowe niezawierające podwójnych wiązań w cząsteczce. W warunkach normalnych są zwykle białymi ciałami stałymi. Kwasy zawierające w łańcuchu więcej niż 10 atomów węgla są nierozpuszczalne w wodzie i są nielotne.
| Nazwa zwyczajowa   | Nazwa systematyczna | Wzór półstrukturalny | Oznaczenie | Temperatura topnienia [°C] |
| ------------------ | ------------------- | -------------------- | ---------- | -------------------------- |
| Kwas masłowy       | Kwas butanowy       | CH3(CH2)2COOH        | C4:0       | -8                         |
| Kwas walerianowy   | Kwas pentanowy      | CH3(CH2)3COOH        | C5:0       | -34,5                      |
| Kwas kapronowy     | Kwas heksanowy      | CH3(CH2)4COOH        | C6:0       | -3                         |
| Kwas enantowy      | Kwas heptanowy      | CH3(CH2)5COOH        | C7:0       | -7,5                       |
| Kwas kaprylowy     | Kwas oktanowy       | CH3(CH2)6COOH        | C8:0       | 16–17                      |
| Kwas pelargonowy   | Kwas nonanowy       | CH3(CH2)7COOH        | C9:0       | 12,5                       |
| Kwas kaprynowy     | Kwas dekanowy       | CH3(CH2)8COOH        | C10:0      | 31                         |
| –                  | Kwas undekanowy     | CH3(CH2)9COOH        | C11:0      | 28–31                      |
| Kwas laurynowy     | Kwas dodekanowy     | CH3(CH2)10COOH       | C12:0      | 44–46                      |
| –                  | Kwas tridekanowy    | CH3(CH2)11COOH       | C13:0      | 41-42                      |
| Kwas mirystynowy   | Kwas tetradekanowy  | CH3(CH2)12COOH       | C14:0      | 58,8                       |
| –                  | Kwas pentadekanowy  | CH3(CH2)13COOH       | C15:0      | 51–53                      |
| Kwas palmitynowy   | Kwas heksadekanowy  | CH3(CH2)14COOH       | C16:0      | 63–64                      |
| Kwas margarynowy   | Kwas heptadekanowy  | CH3(CH2)15COOH       | C17:0      | 59–61                      |
| Kwas stearynowy    | Kwas oktadekanowy   | CH3(CH2)16COOH       | C18:0      | 69,9                       |
| –                  | Kwas nonadekanowy   | CH3(CH2)17COOH       | C19:0      | 68–70                      |
| Kwas arachidowy    | Kwas eikozanowy     | CH3(CH2)18COOH       | C20:0      | 75,5                       |
| –                  | Kwas heneikozanowy  | CH3(CH2)19COOH       | C21:0      | 74–76                      |
| Kwas behenowy      | Kwas dokozanowy     | CH3(CH2)20COOH       | C22:0      | 74–78                      |
| –                  | Kwas trikozanowy    | CH3(CH2)21COOH       | C23:0      |                            |
| Kwas lignocerynowy | Kwas tetrakozanowy  | CH3(CH2)22COOH       | C24:0      | 84,2                       |
| –                  | Kwas pentakozanowy  | CH3(CH2)23COOH       | C25:0      |                            |
| Kwas cerotynowy    | Kwas heksakozanowy  | CH3(CH2)24COOH       | C26:0      | 87,7                       |
| –                  | Kwas heptakozanowy  | CH3(CH2)25COOH       | C27:0      |                            |
| Kwas montanowy     | Kwas oktakozanowy   | CH3(CH2)26COOH       | C28:0      | 90,9                       |
| –                  | Kwas nonakozanowy   | CH3(CH2)27COOH       | C29:0      |                            |
| Kwas melisowy      | Kwas triakontanowy  | CH3(CH2)28COOH       | C30:0      | 93,6–93,9                  |